# Carl Bernstein
Carl Bernstein (Washington, D.C., 14. veljače 1944.) 
američki je novinar. Najpoznatiji je po tom što je zajedno sa svojim radnim kolegom iz Washington Posta, Bobomn Woodwardom pridonio otkriću afere Watergate i tako su posredno doveli do pada Nixonove administracije.
Bernstein je također poznat i kao autor knjiga. Napisao je životopis pape Ivana Pavla II.
Po aferi Watergate snimljen je film Svi predsjednikovi ljudi u kojem je Bernsteinov lik odglumio Dustin Hoffman.
Bernstein je također bio uzorak za ulogu koju je odglumio Jack Nicholson u filmu Mučnina. U scenariju je spisateljica Nora Ephron, opisala vlastiti burni brak s Carlom Bernsteinom, koji je imao ljubavnu vezu za zajedničkom prijateljicom, dok je ona bila trudna. 
Trenutno Carl Bernstein između ostalog radio kao kolumnist za uspješan američki blog The Huffington Post.

## Vanjske poveznice
- Washington Post: The Watergate Story
- Interview mit Carl Bernstein, 40 godina nakon Watergatea